# Mont Sorrel (Québec)
Pour les articles homonymes, voir Mont Sorrel.
Le mont Sorrel est une montagne située dans la municipalité de Lac-Saint-Joseph, dans la municipalité régionale de comté (MRC) de La Jacques-Cartier, dans la région administrative de la Capitale-Nationale, au Québec, au Canada.
Cette montagne est située en milieu forestier dans la station touristique Duchesnay.

## Toponymie
Ce toponyme évoque la bataille du mont Sorrel ou bataille de la côte 62 survenue du 2 au 14 juin 1916, lors de la Première Guerre mondiale entre trois divisions de la 2e armée britannique et trois divisions de la IVe armée allemande dans le saillant d'Ypres, près d'Ypres, en Belgique.
Descendant de la zone au nord du mont Sorrel, la rivière de la Somme est un affluent de la rivière aux Pins. Le toponyme rivière de la Somme fait référence au département français de la Somme[réf. nécessaire], situé dans le Nord de la France. Ce département avait été envahi par les troupes alliés de la Première Guerre mondiale en vue de la bataille du mont Sorrel en Belgique.
Le toponyme mont Sorrel a été officialisé le 22 janvier 1974 à la Banque des noms de lieux de la Commission de toponymie du Québec.

## Géographie
Le sommet du mont Sorrel est situé à deux kilomètres au nord-est du lac Saint-Joseph.
Les bassins versants autour de cette montagne sont :
- à l'ouest, un ruisseau qui descend vers le sud pour se déverser dans lac Saint-Joseph ;
- à l'est et au sud, la rivière aux Pins venant du nord-ouest qui contourne la montagne sur son versant est, puis au sud, en allant se déverser dans le lac Saint-Joseph à 4,6 km du sommet de la montagne.